# Main (unité)
Pour les articles homonymes, voir Main (homonymie).
 (juin 2013).
Si vous disposez d'ouvrages ou d'articles de référence ou si vous connaissez des sites web de qualité traitant du thème abordé ici, merci de compléter l'article en donnant les références utiles à sa vérifiabilité et en les liant à la section « Notes et références ».

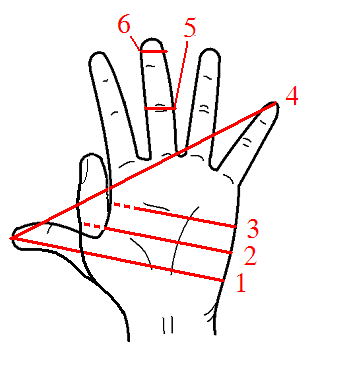
Quelques unités de longueur basées sur la main humaine, le demi Pes manualis ou pied manuel (1), la Main (2), le Palme (3), l'Empan (4), le Doigt (5), le Digit (6)

La main est une mesure de quantité ou une unité de longueur, notamment dans ce dernier cas anglo-saxonne (hand), qui n'appartient pas au Système international d'unités.

## Mesure de quantité
Unité utilisée dans le langage de l'imprimerie et de la papeterie pour comptabiliser le papier. Une main de papier est la réunion de vingt-cinq feuilles de papier. Vingt mains font une rame, soit cinq-cents feuilles.

## Unité de longueur

### Usage
C'est une unité spécialisée désuète encore utilisée cependant pour mesurer la hauteur des chevaux aux États-Unis et au Royaume-Uni.
Dans ce contexte, une main vaut 4 pouces, soit exactement 10,16 centimètres.
En France on utilisait plutôt l'empan, la paume ou la palme, mesures basées sur la taille de différentes parties d'une main, main réelle ou main idéale quand exprimant des mesures de la canne royale.